# Уотсон, Си Джей
Чарльз «Си Джей» Аки́м Уо́тсон-младший (англ. Charles "C. J." Akeem Watson, Jr.; родился 17 апреля 1984 года в Лас-Вегасе, Невада, США) — американский бывший профессиональный баскетболист, игравший на позиции разыгрывающего защитника.

## Колледж
Си Джей Уотсон выступал за баскетбольную команду университета Теннесси на протяжении четырёх сезонов. В свой последний год в колледже Уотсон добился наилучших результатов на баскетбольной площадке, он набирал 15,3 очка, 3,9 передач и 3,1 подбора в среднем за игру. Уотсон закончил свою студенческую карьеру с 577 передачами (2-й результат в истории колледжа), с 39,6 % точных трёхочковых бросков (6-й), с 401 точным трёхочковым попаданием (8-й) и с 1424 очками (15-й). Прозвищем Уотсона в колледже было Тихий шторм (англ. Quiet storm).

## Профессиональная карьера

### Европа
Несмотря на удачный последний сезон в колледже Уотсон не был выбран на драфте НБА 2006 года. В межсезонье Уотсон выступал в «Летней лиге» за «Сан-Антонио Спёрс», после чего присоединился к команде «Реджана», выступающей в чемпионате Италии. Он набирал по 8,5 очка и 2,3 подбора в среднем за матч, проведя за команду 17 игр. Затем Си Джей перешёл в греческий клуб ПАОК, где он провёл всего 5 матчей.

### Лига развития НБА
Летом 2007 года Уотсон вернулся в США, чтобы возобновить попытки попасть в НБА. Он принял участие в Летней лиге выступая сначала за «Сан-Антонио Спёрс», а затем за «Шарлотт Бобкэтс». Ему вновь не удалось попасть в состав клуба из НБА и он выставил свою кандидатуру на драфт «Лиги развития НБА», где был выбран под общим 5-м номером командой «Рио-Гранде Вэллей Вайперс». Он набирал по 26,4 очка, 5,3 подбора и 5,3 передачи в среднем за игру, прежде чем подписал 10-дневный контракт с «Голден Стэйт Уорриорз» 8 января 2008 года. Ко времени ухода из «Лиги развития» он был 3-м игроком чемпионата по результативности, а также стал 100-м игроком, который попал в НБА из клубов «Лиги развития НБА».

### НБА
В «Уорриорз» Уотсон выходил со скамейки запасных заменяя основного разыгрывающего команды Барона Дэвиса. За время проведённое в клубе Си Джей впечатлил тогдашнего тренера команды Дона Нельсона и ему был предложен контракт до окончания сезона. 17 февраля 2010 года Уотсон набрал 40 очков в игре против «Сакраменто Кингз».
21 июля 2010 года Уотсона обменяли в «Чикаго Буллз». 26 ноября 2010 года основной разыгрывающий «Буллз» Деррик Роуз получил травму шеи и Уотсон начал играть в стартовой пятёрке команды. В первом же матче, в новой для себя роли, Уотсон набрал 33 очка. 14 декабря 2011 года Уотсон сменил свой 32-й номер на 7-й, подарив его пришедшему в клуб Ричарду Хэмилтону.
15 июля 2012 года Уотсон подписал 2-летний контракт с «Бруклин Нетс».

## Проблемы с законом
Уотсон и ещё 17 бывших игроков НБА (Терренс Уильямс — организатор схемы, Тони Аллен, Антуан Райт, Алан Андерсон, Шэннон Браун, Глен Дэвис, Крис Дуглас-Робертс, Мелвин Эли, Дариус Майлз, Джамарио Мун, Милт Паласио, Рубен Паттерсон, Эдди Робинсон, Грег Смит, Себастьян Телфэйр, Уилл Байнам и Тони Ротен) были обвинены в преступной схеме, которая сводилась к тому, что бывшие баскетболисты получали компенсацию от программы медицинского страхования игроков НБА за медицинские процедуры, которые им на самом деле не проводили.

## Статистика

### Статистика в НБА
| Сезон                                                                                    | Команда      | Регулярный сезон | Регулярный сезон | Регулярный сезон | Регулярный сезон | Регулярный сезон | Регулярный сезон | Регулярный сезон | Регулярный сезон | Регулярный сезон | Регулярный сезон | Регулярный сезон | Серия плей-офф | Серия плей-офф | Серия плей-офф | Серия плей-офф | Серия плей-офф | Серия плей-офф | Серия плей-офф | Серия плей-офф | Серия плей-офф | Серия плей-офф | Серия плей-офф |
| Сезон                                                                                    | Команда      | GP               | GS               | MPG              | FG%              | 3P%              | FT%              | RPG              | APG              | SPG              | BPG              | PPG              | GP             | GS             | MPG            | FG%            | 3P%            | FT%            | RPG            | APG            | SPG            | BPG            | PPG            |
| ---------------------------------------------------------------------------------------- | ------------ | ---------------- | ---------------- | ---------------- | ---------------- | ---------------- | ---------------- | ---------------- | ---------------- | ---------------- | ---------------- | ---------------- | -------------- | -------------- | -------------- | -------------- | -------------- | -------------- | -------------- | -------------- | -------------- | -------------- | -------------- |
| 2007/08                                                                                  | Голден Стэйт | 32               | 0                | 11,5             | 42,6             | 34,6             | 79,3             | 1,0              | 1,1              | 0,5              | 0,0              | 3,7              | Не участвовал  | Не участвовал  | Не участвовал  | Не участвовал  | Не участвовал  | Не участвовал  | Не участвовал  | Не участвовал  | Не участвовал  | Не участвовал  | Не участвовал  |
| 2008/09                                                                                  | Голден Стэйт | 77               | 18               | 24,5             | 45,7             | 40,0             | 87,0             | 2,5              | 2,7              | 1,2              | 0,1              | 9,5              | Не участвовал  | Не участвовал  | Не участвовал  | Не участвовал  | Не участвовал  | Не участвовал  | Не участвовал  | Не участвовал  | Не участвовал  | Не участвовал  | Не участвовал  |
| 2009/10                                                                                  | Голден Стэйт | 65               | 15               | 27,5             | 46,8             | 31,0             | 77,1             | 2,6              | 2,8              | 1,6              | 0,1              | 10,3             | Не участвовал  | Не участвовал  | Не участвовал  | Не участвовал  | Не участвовал  | Не участвовал  | Не участвовал  | Не участвовал  | Не участвовал  | Не участвовал  | Не участвовал  |
| 2010/11                                                                                  | Чикаго       | 82               | 1                | 13,3             | 37,1             | 39,3             | 74,2             | 1,1              | 2,3              | 0,7              | 0,1              | 4,9              | 16             | 0              | 8,5            | 33,9           | 20,0           | 90,9           | 0,9            | 1,9            | 0,5            | 0,0            | 3,2            |
| 2011/12                                                                                  | Чикаго       | 49               | 25               | 23,7             | 36,8             | 39,3             | 80,8             | 2,1              | 4,1              | 0,9              | 0,2              | 9,7              | 6              | 5              | 27,4           | 24,1           | 25,0           | 75,0           | 2,2            | 5,5            | 0,8            | 0,0            | 7,3            |
| 2012/13                                                                                  | Бруклин      | 80               | 8                | 19,0             | 41,8             | 41,1             | 78,0             | 1,8              | 2,0              | 0,8              | 0,2              | 6,8              | 7              | 0              | 23,0           | 43,6           | 26,7           | 66,7           | 2,4            | 1,9            | 0,7            | 0,1            | 8,6            |
| 2013/14                                                                                  | Индиана      | 63               | 5                | 18,9             | 43,7             | 36,6             | 78,4             | 1,6              | 1,7              | 1,0              | 0,1              | 6,6              | 19             | 0              | 18,0           | 41,1           | 40,0           | 60,7           | 2,1            | 0,9            | 0,8            | 0,1            | 5,6            |
| 2014/15                                                                                  | Индиана      | 57               | 21               | 24,9             | 43,4             | 40,0             | 82,6             | 2,9              | 3,6              | 1,0              | 0,2              | 10,0             | Не участвовал  | Не участвовал  | Не участвовал  | Не участвовал  | Не участвовал  | Не участвовал  | Не участвовал  | Не участвовал  | Не участвовал  | Не участвовал  | Не участвовал  |
| 2015/16                                                                                  | Орландо      | 33               | 2                | 19,9             | 34,3             | 29,2             | 87,2             | 2,0              | 2,7              | 0,6              | 0,2              | 4,3              | Не участвовал  | Не участвовал  | Не участвовал  | Не участвовал  | Не участвовал  | Не участвовал  | Не участвовал  | Не участвовал  | Не участвовал  | Не участвовал  | Не участвовал  |
| 2016/17                                                                                  | Орландо      | 62               | 9                | 16,3             | 38,7             | 30,5             | 86,4             | 1,4              | 1,8              | 0,7              | 0,0              | 4,5              | Не участвовал  | Не участвовал  | Не участвовал  | Не участвовал  | Не участвовал  | Не участвовал  | Не участвовал  | Не участвовал  | Не участвовал  | Не участвовал  | Не участвовал  |
|                                                                                          | Всего        | 600              | 104              | 20,2             | 41,9             | 37,3             | 81,2             | 1,9              | 2,5              | 0,9              | 0,1              | 7,2              | 48             | 5              | 16,8           | 36,3           | 31,4           | 70,1           | 1,8            | 2,0            | 0,7            | 0,0            | 5,5            |
| Наведите курсор мыши на аббревиатуры в заголовке таблицы, чтобы прочесть их расшифровку. |              |                  |                  |                  |                  |                  |                  |                  |                  |                  |                  |                  |                |                |                |                |                |                |                |                |                |                |                |

### Статистика в Джи-Лиге
| Сезон                                                                                    | Команда                   | Регулярный сезон | Регулярный сезон | Регулярный сезон | Регулярный сезон | Регулярный сезон | Регулярный сезон | Регулярный сезон | Регулярный сезон | Регулярный сезон | Регулярный сезон | Регулярный сезон | Серия плей-офф | Серия плей-офф | Серия плей-офф | Серия плей-офф | Серия плей-офф | Серия плей-офф | Серия плей-офф | Серия плей-офф | Серия плей-офф | Серия плей-офф | Серия плей-офф |
| Сезон                                                                                    | Команда                   | GP               | GS               | MPG              | FG%              | 3P%              | FT%              | RPG              | APG              | SPG              | BPG              | PPG              | GP             | GS             | MPG            | FG%            | 3P%            | FT%            | RPG            | APG            | SPG            | BPG            | PPG            |
| ---------------------------------------------------------------------------------------- | ------------------------- | ---------------- | ---------------- | ---------------- | ---------------- | ---------------- | ---------------- | ---------------- | ---------------- | ---------------- | ---------------- | ---------------- | -------------- | -------------- | -------------- | -------------- | -------------- | -------------- | -------------- | -------------- | -------------- | -------------- | -------------- |
| 2007/08                                                                                  | Рио-Гранде Вэллей Вайперс | 16               | 16               | 38,0             | 50,6             | 40,9             | 89,2             | 5,4              | 5,3              | 1,4              | 0,2              | 26,4             | Не участвовал  | Не участвовал  | Не участвовал  | Не участвовал  | Не участвовал  | Не участвовал  | Не участвовал  | Не участвовал  | Не участвовал  | Не участвовал  | Не участвовал  |
|                                                                                          | Всего                     | 16               | 16               | 38,0             | 50,6             | 40,9             | 89,2             | 5,4              | 5,3              | 1,4              | 0,2              | 26,4             | Не участвовал  | Не участвовал  | Не участвовал  | Не участвовал  | Не участвовал  | Не участвовал  | Не участвовал  | Не участвовал  | Не участвовал  | Не участвовал  | Не участвовал  |
| Наведите курсор мыши на аббревиатуры в заголовке таблицы, чтобы прочесть их расшифровку. |                           |                  |                  |                  |                  |                  |                  |                  |                  |                  |                  |                  |                |                |                |                |                |                |                |                |                |                |                |

### Статистика в NCAA
| Сезон | Команда  | Conf  | Class | GP  | GS  | MPG  | FG%  | 3P%  | FT%  | RPG | APG | SPG | BPG | PPG  |
| --- | -------- | ----- | ----- | --- | --- | ---- | ---- | ---- | ---- | --- | --- | --- | --- | ---- |
| 2002/03 | Теннесси | SEC   | FR    | 29  | 28  | 35,8 | 42,6 | 36,4 | 65,3 | 4,2 | 5,5 | 1,2 | 0,2 | 9,1  |
| 2003/04 | Теннесси | SEC   | SO    | 29  | 29  | 33,9 | 41,8 | 41,1 | 79,6 | 4,2 | 5,0 | 1,6 | 0,1 | 11,5 |
| 2004/05 | Теннесси | SEC   | JR    | 31  | 31  | 34,9 | 41,0 | 37,5 | 75,7 | 3,3 | 5,0 | 1,9 | 0,0 | 11,9 |
| 2005/06 | Теннесси | SEC   | SR    | 30  | 30  | 31,9 | 46,7 | 42,2 | 87,8 | 3,1 | 3,9 | 2,0 | 0,1 | 15,3 |
| Всего | Всего    | Всего | Всего | 119 | 118 | 34,1 | 43,2 | 39,6 | 77,7 | 3,7 | 4,8 | 1,7 | 0,1 | 12,0 |
| Наведите курсор мыши на аббревиатуры в заголовке таблицы, чтобы прочесть их расшифровку Статистика приведена с сайта sports-reference.com |          |       |       |     |     |      |      |      |      |     |     |     |     |      |

### Статистика в других лигах
| Сезон | Команда      | Лига             | GP | GS | MPG  | FG%  | 3P%  | FT%  | RPG | APG | SPG | BPG | PFL | TOV | PPG  |
| --- | ------------ | ---------------- | -- | -- | ---- | ---- | ---- | ---- | --- | --- | --- | --- | --- | --- | ---- |
| 2006/07 | Реджана      | Чемпионат Италии | 17 | 10 | 23,1 | 46,7 | 24,0 | 75,5 | 2,3 | 1,1 | 1,8 | 0,1 | 2,8 | 2,4 | 8,5  |
| 2017/18 | Ушак Спортиф | Чемпионат Турции | 7  | 7  | 29,1 | 43,8 | 22,2 | 74,1 | 3,6 | 5,1 | 1,4 | 0,0 | 3,6 | 2,3 | 12,9 |
| Всего | Всего        | Всего            | 24 | 17 | 24,8 | 45,5 | 23,1 | 75,0 | 2,7 | 2,3 | 1,7 | 0,0 | 3,0 | 2,4 | 9,8  |
| Наведите курсор мыши на аббревиатуры в заголовке таблицы, чтобы прочесть их расшифровку Статистика приведена с сайта basketball.realgm.com |              |                  |    |    |      |      |      |      |     |     |     |     |     |     |      |